# Bakhodir Jalolov

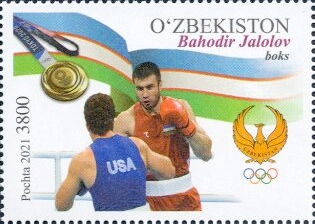
Imagem do Pugilista Bakhodir Jalolov.

Bakhodir Jalolov (Sariosiyo, 8 de julho de 1994) é um boxeador uzbeque, campeão olímpico.

## Carreira
Jalolov fez sua estreia profissional contra Hugo Trujillo em 5 de maio de 2018. Ele venceu a luta por nocaute técnico no terceiro assalto. Conquistou a medalha de ouro nos Jogos Olímpicos de Verão de 2020 em Tóquio, após derrotar o estadunidense Richard Torrez na categoria peso superpesado e consagrar-se campeão.